# 2,5-Диметокси-4-хлорамфетамин
2,5-диметокси-4-хлорамфетамин (DOC, ДОХ, ДОК) — химическое соединение класса амфетаминов, психоделик, действие которого напоминает действие DOB.
Типичная оральная доза составляет 1,5—4 мг, продолжительность действия — 8—20 ч. Пиковое состояние приходится на 2,5—3 часа с момента приёма, затем действие препарата идёт на спад. После психоделического трипа может наблюдаться общая нервная возбудимость, вызванная действием амфетамина, мешающая сну и концентрации внимания.

## Правовой статус
В России ДОХ внесён в перечень наркотических средств, психотропных веществ и их прекурсоров, оборот которых запрещён (Список I). Для целей 228, 228.1, 229 И 229.1 УК РФ значительным размером вещества считается 0,01 гр (10 мг), крупным — 0,05 гр (50 мг), особо крупным — 10 гр.